# Andy Rautins
Andrew Rautins (* 2. November 1986 in Syracuse, New York) ist ein kanadischer Basketballspieler. Er ist der Sohn von Leo Rautins. Er besitzt auch die US-amerikanische Staatsbürgerschaft, spielt aber international für Kanada. Er gilt als guter Schütze von außerhalb der Dreipunktelinie.

## Laufbahn
Rautins spielte als Schüler die Mannschaft der Jamesville-DeWitt High School im US-Bundesstaat New York. Von 2005 bis 2010 besuchte er die Syracuse University, für deren Mannschaft er spielte. Mit 282 getroffenen Dreipunktewürfen lag er bei seinem Weggang auf dem zweiten Rang der ewigen Syracuse-Bestenliste. In seiner besten Saison an der Hochschule erzielte Rautins 2009/10 12,1 Punkte, 4,9 Vorlagen und 3,4 Rebounds je Begegnung. Er wurde in der zweiten Runde des NBA-Drafts 2010 von den New York Knicks ausgewählt und nahm anschließend an der Weltmeisterschaft 2010 teil. In der Saison 2010/11 kam Rauntins auf lediglich fünf NBA-Einsätze. Nach der Saison wurde er für Tyson Chandler zu den Dallas Mavericks getauscht und nach fünf Tagen entlassen.
Nachdem er die Saison 2011/2012 in Spanien verbracht hatte und für CB Lucentum Alicante aufgelaufen war, kehrte Rautins in der Sommerpause 2012 in die NBA zurück. Er erhielt einen vorläufigen Vertrag bei den Oklahoma City Thunder. Dieser wurde nicht verlängert und Rautins verließ die Thunder vor Saisonbeginn wieder. Er wechselte daraufhin in die NBA Development League (D-League) und erhielt einen Vertrag bei den Tulsa 66ers.
Zur Saison 2013/2014 kehrte Rautins nach Europa zurück und schloss sich den Skyliners Frankfurt aus der deutschen Basketball-Bundesliga an. Dort erhielt er einen Vertrag bis 2014, verletzungsbedingt fiel er aber für die zweite Saisonhälfte aus. In der Bundesliga bestritt er 15 Spiele für Frankfurt, in denen er im Durchschnitt 17,6 Punkte verzeichnete.  Anschließend wechselte Rautins nach Italien zu Pallacanestro Varese. Während seiner Zeit in der Türkei war die Saison 2018/19 sein bestes Jahr, als er für Bahçeşehir Koleji im Schnitt 14,3 Punkte erzielte. Im Januar 2020 unterschrieb er einen Vertrag bei Panathinaikos Athen. Er blieb bis zum Saisonende 2019/20 in Athen. In fünf Ligaspielen erzielte er 9,2 Punkte je Begegnung für Panathinaikos. Im Dezember 2020 wurde Rautins als stellvertretender Manager der Ottawa BlackJacks aus der kanadischen Liga CEBL vermeldet.
Nach längerer Pause kehrte er im Januar 2022 in den Spielbetrieb zurück, als er von AEK Athen verpflichtet wurde. Er spielte bis Ende Mai 2022 für AEK.

### Nationalmannschaft
Mit der kanadischen Nationalmannschaft nahm er an der Weltmeisterschaft 2010 sowie den Amerikameisterschaften 2007, 2009, 2011 und 2013 teil.

## Belege
1. ↑  Andy Rautins - Men's Basketball. Abgerufen am 8. Dezember 2020 (englisch).
2. ↑  Andy Rautins College Stats. Abgerufen am 8. Dezember 2020 (englisch).
3. ↑  Titel unbekannt. Ehemals im Original (nicht mehr online verfügbar); abgerufen am 29. Juli 2017. (Seite nicht mehr abrufbar. Suche in Webarchiven)
4. ↑  29083 Andrew RAUTINS. In: BBL GmbH. Abgerufen am 8. Dezember 2020.
5. ↑  Andy Rautins - Turkish Basketball Super League Player. Abgerufen am 8. Dezember 2020.
6. ↑  Panathinaikos officially signs Andy Rautins. 10. Januar 2020, abgerufen am 8. Dezember 2020 (englisch).
7. ↑  Παίκτης - Ε.Σ.Α.Κ.Ε. Abgerufen am 8. Dezember 2020.
8. ↑  Rautins Named Ottawa BlackJacks Assistant General Manager. In: CEBL. 9. Dezember 2020, abgerufen am 26. September 2023 (englisch).
9. ↑  Former Syracuse player Andy Rautins comes out of retirement; signs with pro team in Greece. In: Syracuse.com. 13. Januar 2022, abgerufen am 26. September 2023 (englisch).
10. ↑  Andrew Rautins. In: Eurobasket.com. Abgerufen am 26. September 2023.
11. ↑  Andy Rautins profile, Basketball Champions League 2018. Ehemals im Original (nicht mehr online verfügbar); abgerufen am 8. Dezember 2020. (Seite nicht mehr abrufbar. Suche in Webarchiven)

| Personendaten    | Personendaten                 |
| ---------------- | ----------------------------- |
| NAME             | Rautins, Andy                 |
| ALTERNATIVNAMEN  | Rautins, Andrew               |
| KURZBESCHREIBUNG | kanadischer Basketballspieler |
| GEBURTSDATUM     | 2. November 1986              |
| GEBURTSORT       | Syracuse, New York            |